# Raïon de Viazemski
Le raïon de Viazemski (en russe : Вя́земский райо́н, Viazemski raïon) est une subdivision administrative (raïon) et une municipalité (raïon municipal) du kraï de Khabarovsk, en Russie. Le raïon fait partie de la région d'Extrême-Orient russe. Son centre administratif est la ville de Viazemski, et il compte en tout 24 localités, réparties dans 19 municipalités. Sa population s'élevait à 19 440 habitants en 2023.